# Polyrhachis coronata
Polyrhachis coronata är en myrart som beskrevs av Santschi 1928. Polyrhachis coronata ingår i släktet Polyrhachis och familjen myror. Inga underarter finns listade i Catalogue of Life.